# イーゴリ公

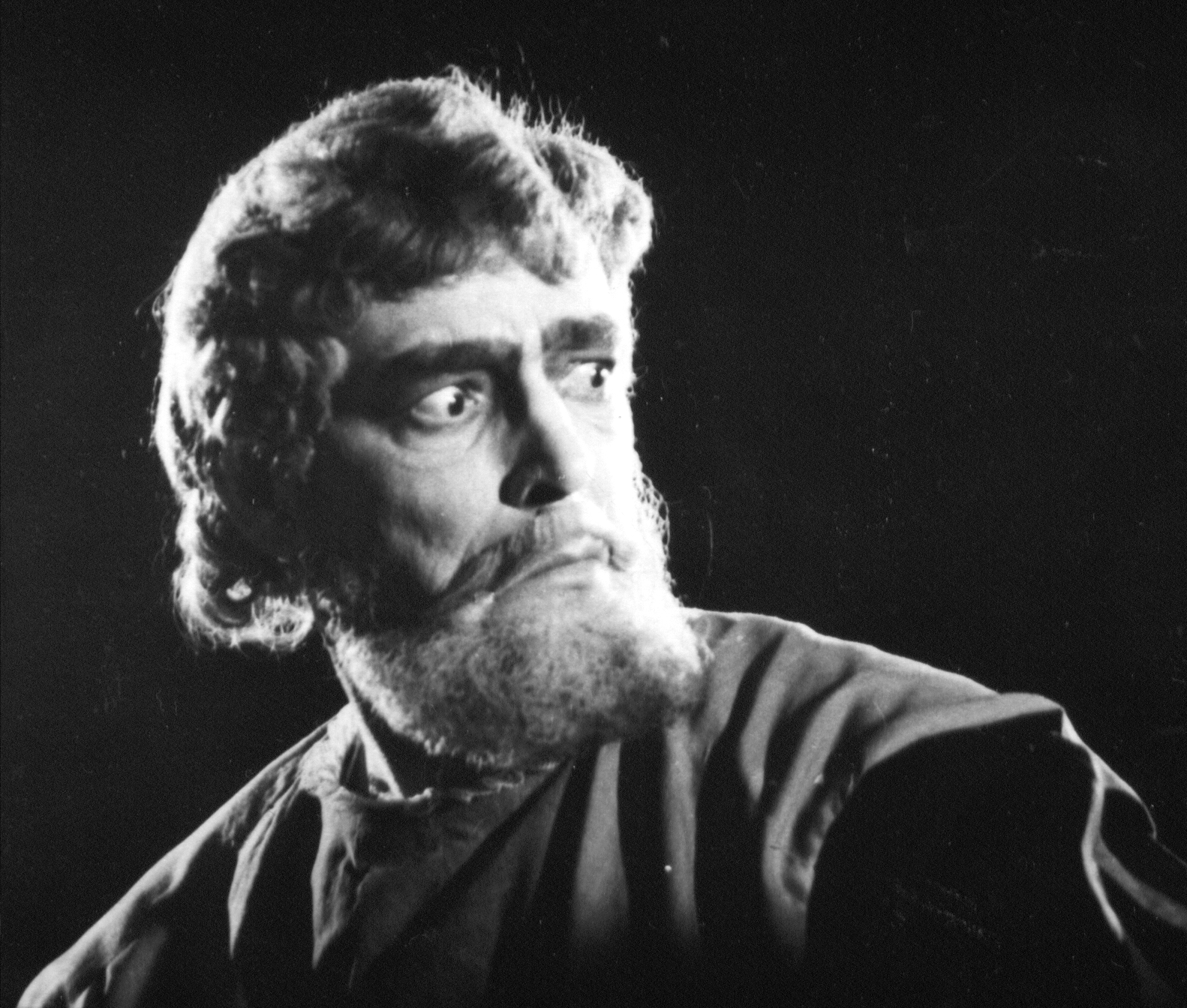
ゲオルギー・ペトロフが演じるガーリチ公（1970年）

『イーゴリ公』（イーゴリこう、原題：Князь Игорь）は、アレクサンドル・ボロディンによって書かれたオペラである。中世ロシアの叙事詩『イーゴリ遠征物語』を題材に、1185年、キエフ大公国の公（クニャージ）イーゴリ・スヴャトスラヴィチによる、遊牧民族ポロヴェツ人（韃靼人）に対する遠征を描く。序幕付き4幕からなる。
ボロディンはこの作品を完成させないまま1887年に死去したため、リムスキー＝コルサコフとグラズノフの手により完成された。総譜には「このオペラはリムスキー＝コルサコフが序幕と第1・2・4幕、第3幕の「ポロヴェツ人（韃靼人）の行進」の編曲されていなかったところを編曲し、グラズノフはボロディンに残された断片を使い、第3幕を構成し作曲し、ボロディンが何度かピアノで弾いた序曲を思い出しながら再構成と作曲をした。」と書かれている。
初演は1890年11月4日、サンクトペテルブルクのマリインスキー劇場にて行われた。アメリカでの初演は1915年12月30日、ニューヨークのメトロポリタン歌劇場にて行われた。日本での初演は1965年のスラブ歌劇（当時ユーゴスラヴィア（現クロアチア）ザグレブ国立劇場合唱団、管弦楽はNHK交響楽団）によるもの。
このオペラの中の序曲、「ポロヴェツ人（韃靼人）の踊り」（第2幕）は有名で、広くオーケストラ・コンサートなどでも演奏されている。また、この2曲に「ポロヴェツ人（韃靼人）の娘たちの踊り」「ポロヴェツ人（韃靼人）の行進」を加えて組曲のようにも扱われる。
ポロヴェツ人/韃靼人の詳細については「タタール」「キプチャク」、また「イーゴリ遠征物語」を参照。

## 登場人物と背景

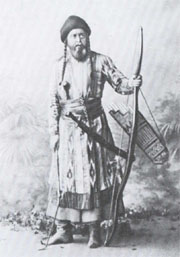
映画『イーゴリ公』中のコンチャーク。劇中「歌え！ハーンを称える歌を！」「ハーンの栄光は太陽に及ぶ！」などと歌われる。

- イーゴリ公（バリトン） - 主人公。セーヴェルスキイの公。
- ヤロスラーヴナ（ソプラノ） - イーゴリ公の2度目の妻。
- ヴラヂーミル・イーゴリェヴィチ（テノール） - イーゴリの先妻との息子。
- ヴラヂーミル・ヤロスラーヴィチ（バス） - ヤロスラーヴナの兄。ガーリチ公。
  - 補足・一般的な誤解としてガーリツキィ公はガーリツキィという名前の公であるように思われているが、実際はガーリツキィ公はガーリチのヤロスラーフ公の息子で、さらに、イーゴリの2人目の妻であるヤロスラーヴナの兄である。また、ガーリツキィ公とはガーリチの公である。
- コンチャーク（バス） - ポロヴェツの首長（ハーン、汗）の1人。
- コンチャーコヴナ（アルト） - コンチャークの娘。
- オヴルール（テノール） - キリスト教徒のポロヴェツ人。
- スクラー（バス） - グドーク弾き。
- イェローシカ（テノール） - グドーク弾き。
- ヤロスラーヴナの乳母（ソプラノ）
- ポロヴェツの娘（ソプラノ）

## 演奏時間
約3時間14分（各幕30分、45分、64分、24分、30分）(194mins)

## あらすじ

### 序幕
プチーヴリ市内。イーゴリ公は、自分の土地であるルーシの町へのポロヴェツ人のコンチャークからの侵攻を防ぐため、妻ヤロスラーヴナの懇願と日食という悪い前兆を心配する人々の反対を押し切って遠征を始める。

### 第1幕

#### 第1場
プチーヴリ市内のガーリチ公の館の中庭。イーゴリのいなくなったプチーヴリではガーリチ公の思うがままになっていた。ある時、若い女性の集団が公がさらった娘を返すように請願してきたのに対し、彼と彼の取り巻きは請願にきた彼女たちを怯えさせ、追い返す。

#### 第2場
プチーヴリ市内のヤロスラーヴナの館の居室。若い女たちがガーリチ公の横暴をイーゴリの妻であるヤロスラーヴナに訴えている最中、ガーリチ公はやってきた。ヤロスラーヴナは彼にこの話が真実であるか聞くと、彼はこの街の支配者は自分であることを宣言し、ヤロスラーヴナは大いに苦悩をする。その最中に貴族たちから、イーゴリとヴラヂーミルが捕虜になり、ポロヴェツ軍の攻撃が差し迫っているという報告が届く。

### 第2幕
ポロヴェツ人の陣営。イーゴリは妻を心配しながらも、遠征を失敗させ、捕虜となった自分の不甲斐なさに怒りを覚え、再び自分の大切なものを守るため戦いたいと思う。そんな中、ポロヴェツ人でありながらキリスト教徒のオヴルールから脱走の提案を受けるも、武人としての意地から脱走への決意ができずにいた。その間に、イーゴリの息子であるヴラヂーミルはコンチャークの娘であるコンチャーコヴナと恋に落ちていた。 ヴラヂーミルは彼女の父が結婚に賛成してくれることを分かっていたが、ヴラヂーミルは自分の父が結婚に賛成してくれるか疑っていた。コンチャークはイーゴリを盛大にもてなし、イーゴリが再び戦いを行わないと約束をするならば、自由を与えると提案するが、イーゴリはその提案に謝意を示すも固く断った。

### 第3幕
ポロヴェツ人の陣営。イーゴリはルーシの街が攻撃されたことを知る。イーゴリは脱走しようとし、ヴラヂーミルに自分と一緒に逃亡しようと説得するが、コンチャーコヴナがヴラヂーミルを引き止める。 そのためにイーゴリは一人でポロヴェツ人の陣営から逃走する。コンチャークはイーゴリが脱走したことを知り、彼はヴラヂーミルを人質にしたまま自分の娘婿にする。

### 第4幕
プチーヴリ市内。ヤロスラーヴナは捕虜となった自分の夫と息子を未だに待ち続けていた。その中、2頭の馬が見え、こちらに向かってくる。それはイーゴリとオヴルールの2人だった。そしてついに、イーゴリとオヴルールは無事に人々に歓迎されてプチーヴリに戻ってきた。

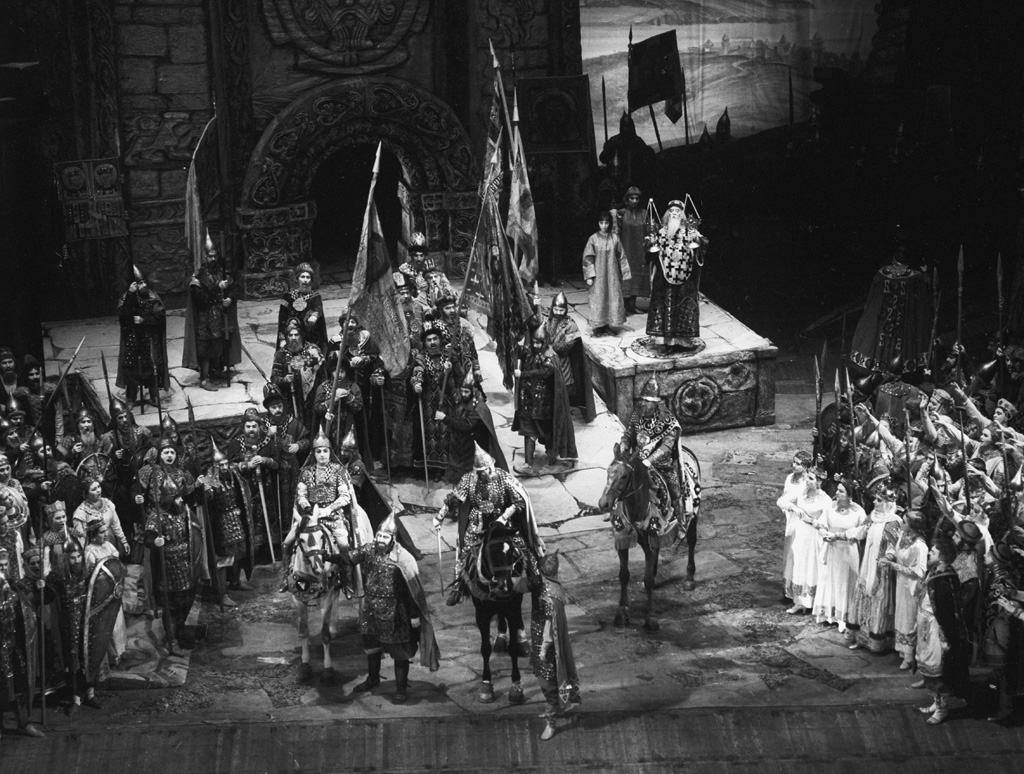
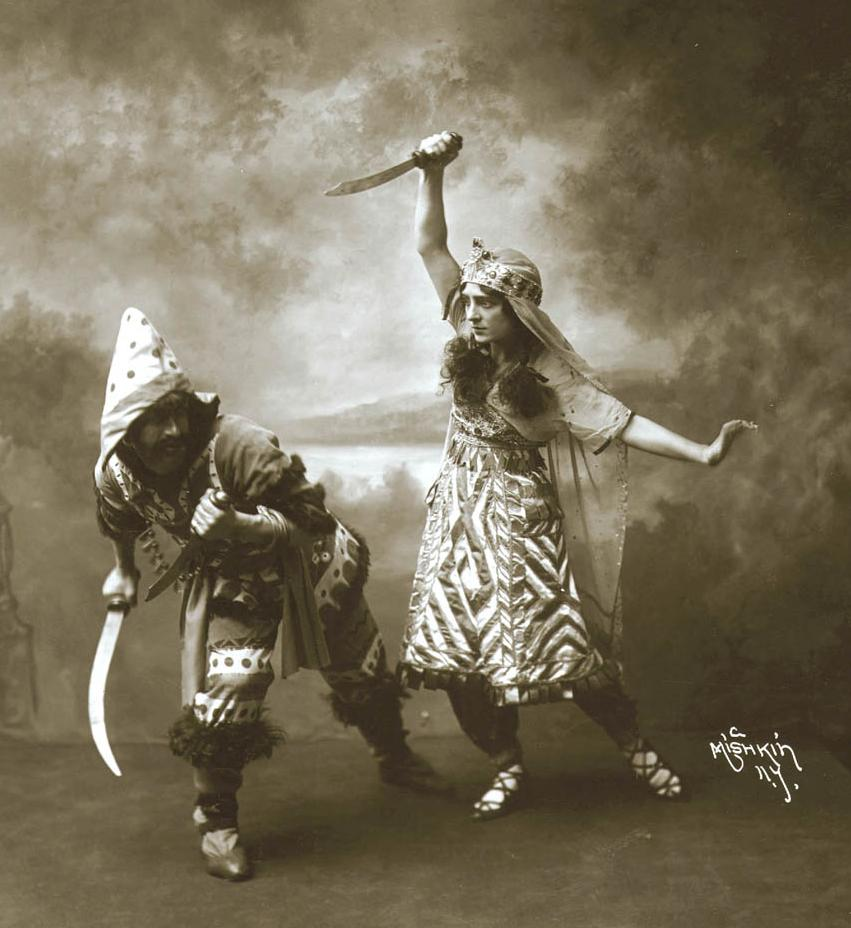
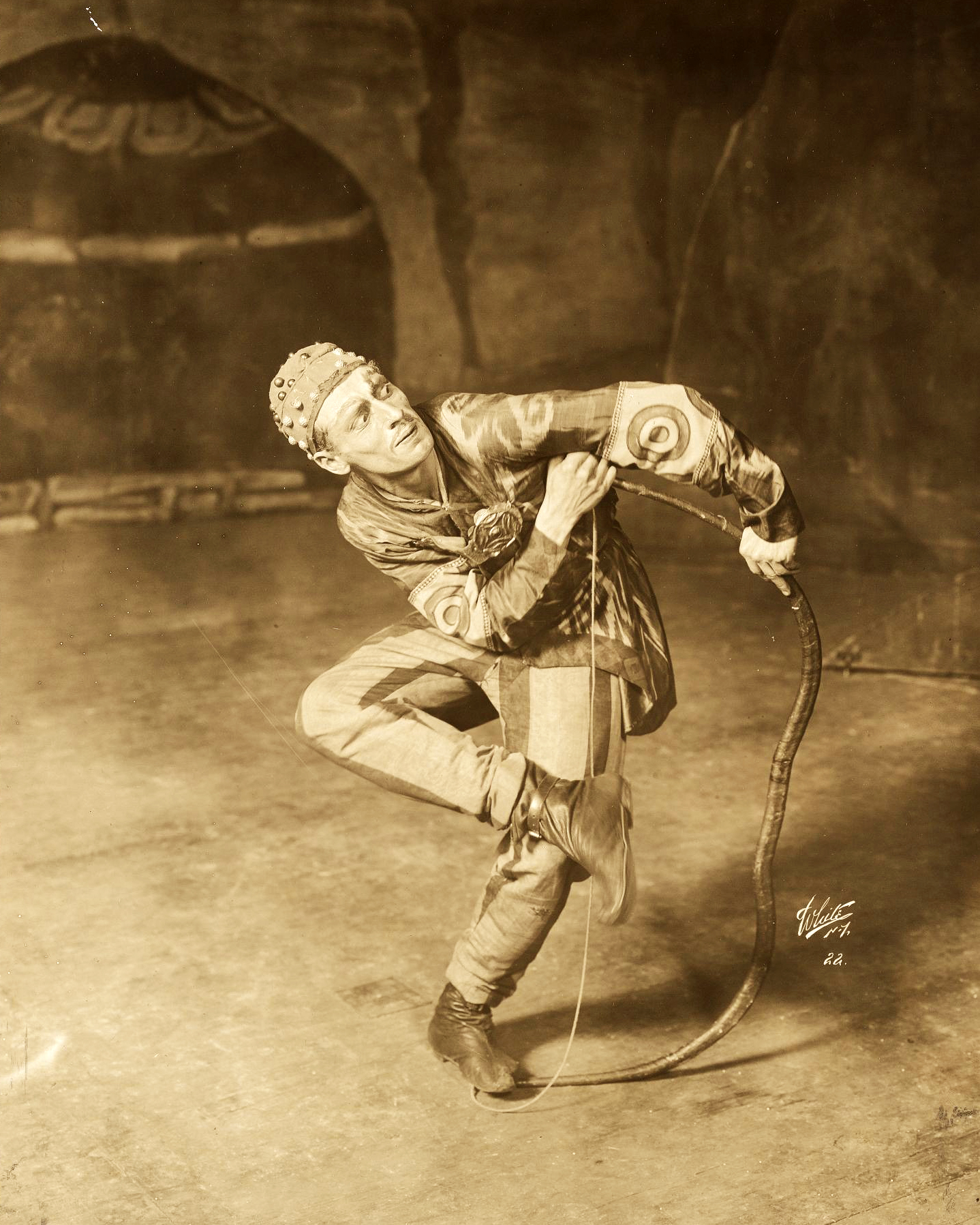

## 補足
ヴァレリー・ゲルギエフのキーロフ・オペラによる公演では、新しいマリンスキー劇場版の演出が使用され、さらに序幕、第2幕、第1幕、第3幕、第4幕の順で上演された。